# Sanguinolaria hendersoni
Sanguinolaria hendersoni is een tweekleppigensoort uit de familie van de Psammobiidae. De wetenschappelijke naam van de soort is voor het eerst geldig gepubliceerd in 1898 door Melvill & Standen.